# 1577 en science
| Années de la science : 1574 - 1575 - 1576 - 1577 - 1578 - 1579 - 1580    |
| Décennies de la science : 1540 - 1550 - 1560 - 1570 - 1580 - 1590 - 1600 |

Cet article présente les faits marquants de l'année 1577 en science.

## Événements

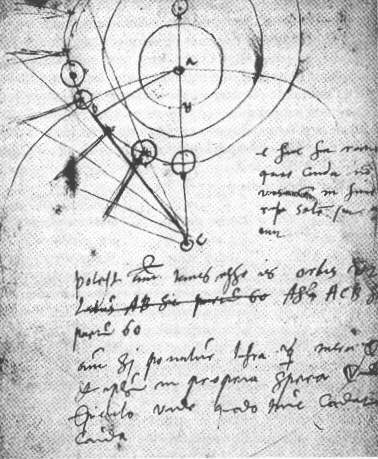
Croquis de la trajectoire de la comète de 1577 par Tycho Brahe.

- 1er novembre : apparition au Pérou d'une grande comète, visible au Japon le lendemain et décrite le 13 novembre par l'astronome danois Tycho Brahe[1],[2]. Tycho Brahe montre en utilisant la parallaxe que les comètes sont des objets extra-atmosphériques[3].
- 13 décembre : début de la deuxième circumnavigation par l'explorateur anglais Francis Drake (fin en 1580)[4].

- L'observatoire de Constantinople est terminé[5].

## Publications
- Jean Fernel : Febrium curandarum methodus generalis, 1577, posthume ;
- Jean Liebault : Thesaurus sanitatis pirtitu facilis. sêlectas ex vdfiis auctori bus. etc., Paris, 1577, in-16 ; 2e édition, revue et augmentée, par A. Scribonius, Francfort, 1578, in-8° ;
- Antonio Mizauld :
  - Harmonia superioris naturae mundi et innferioris. Una cum admirabili foedere & sympatheia reru utriusq;. Quibus annectuntur Paradoxa doctrinae coelesti accommoda… Parisiis : ex officina Fédéric Morel, 1577,
  - Paradoxa rerum coeli, ad Epiponum Philuranum, & socios. Paris, ex officina Fédéric Morel, 1577,

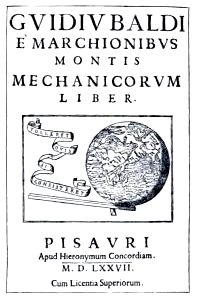
Fontispice du Mechanicorum Liber (1577).

- Guidobaldo del Monte : Mechanicorum Liber.

## Naissances
- 12 juin : Paul Guldin (mort en 1643), mathématicien et astronome suisse.

- Benedetto Castelli (mort en 1643), moine bénédictin, mathématicien et physicien italien.
- Antonio Santini (mort en 1662), astronome et mathématicien italien.

## Décès
- Pierandrea Mattioli (né en 1501), médecin et botaniste italien.